# Sabrina Železný
Sabrina Železný (* 11. August 1986) ist eine deutsche Schriftstellerin und Übersetzerin.

## Leben und Werk
Sabrina Železný studierte Kulturanthropologie und Altamerikanistik an den Universitäten Berlin und Bonn. Sie lebt in Berlin.
Sie schreibt hauptsächlich Fantasy und historische Romane. Neben ihren Romanen und Novellen hat sie zahlreiche Kurzgeschichten in unterschiedlichen Anthologien veröffentlicht. Ihr Roman Kondorkinder war 2014 für den Deutschen Phantastik Preis nominiert. 2018 erschien ihr erster Science-Fiction-Roman Feuerschwingen. 2022 gewann sie den Phantastik-Preis der Stadt Wetzlar 2022 mit Kondorkinder: Das Spiegelbuch und die verlorenen Geschichten.
Železný ist Mitglied im Phantastik-Autoren-Netzwerk (PAN).

## Werke
- Kondorkinder: Die Suche nach den Verlorenen Geschichten. Mondwolf, Wien 2013, ISBN 978-3-9503002-8-4.
- Kondorkinder: Der Fluch des Spiegelbuches. Mondwolf, Wien 2013, ISBN 978-3-9503002-9-1.
- Straka. Machandel, Haselünne 2013, ISBN 978-3-939727-36-1.
- Antayawar (= Henry Bienek (Hrsg.): Gaias Schatten. Band 3). Textlustverlag, Ettlingen 2013, ISBN 978-3-943295-78-8.
- Tod einer Andentaube. Burgenwelt, Bremen 2014, ISBN 978-3-943531-24-4.
- Das Geheimnis des Mahagonibaums. Aufbau, Berlin 2015, ISBN 978-3-7466-3097-7.
- Feuerschwingen. Ohneohren, Wien 2018, ISBN 978-3-903296-06-0.
- Kondorkinder: Das Spiegelbuch und die verlorenen Geschichten, Art Skript Phantastik Verlag 2021, ISBN 978-3-945045-45-9.